# Świerże-Kolonia (województwo mazowieckie)
Świerże-Kolonia – kolonia w Polsce położona w województwie mazowieckim, w powiecie ostrowskim, w gminie Zaręby Kościelne.
W skład sołectwa wchodzą Grabowo i Świerże-Kolonia.